# North Knife River
North Knife River är ett vattendrag i Kanada.   Det ligger i provinsen Manitoba, i den östra delen av landet, 2 000 km nordväst om huvudstaden Ottawa.